# تنغ فيروزي (مقاطعة فسا)
تنغ فيروزي (بالإنجليزية: Mazraeh-ye Tang Firuzi)‏ هي human-geographic territorial entity تقع في فارس في إيران.